# Andrea Liberovici

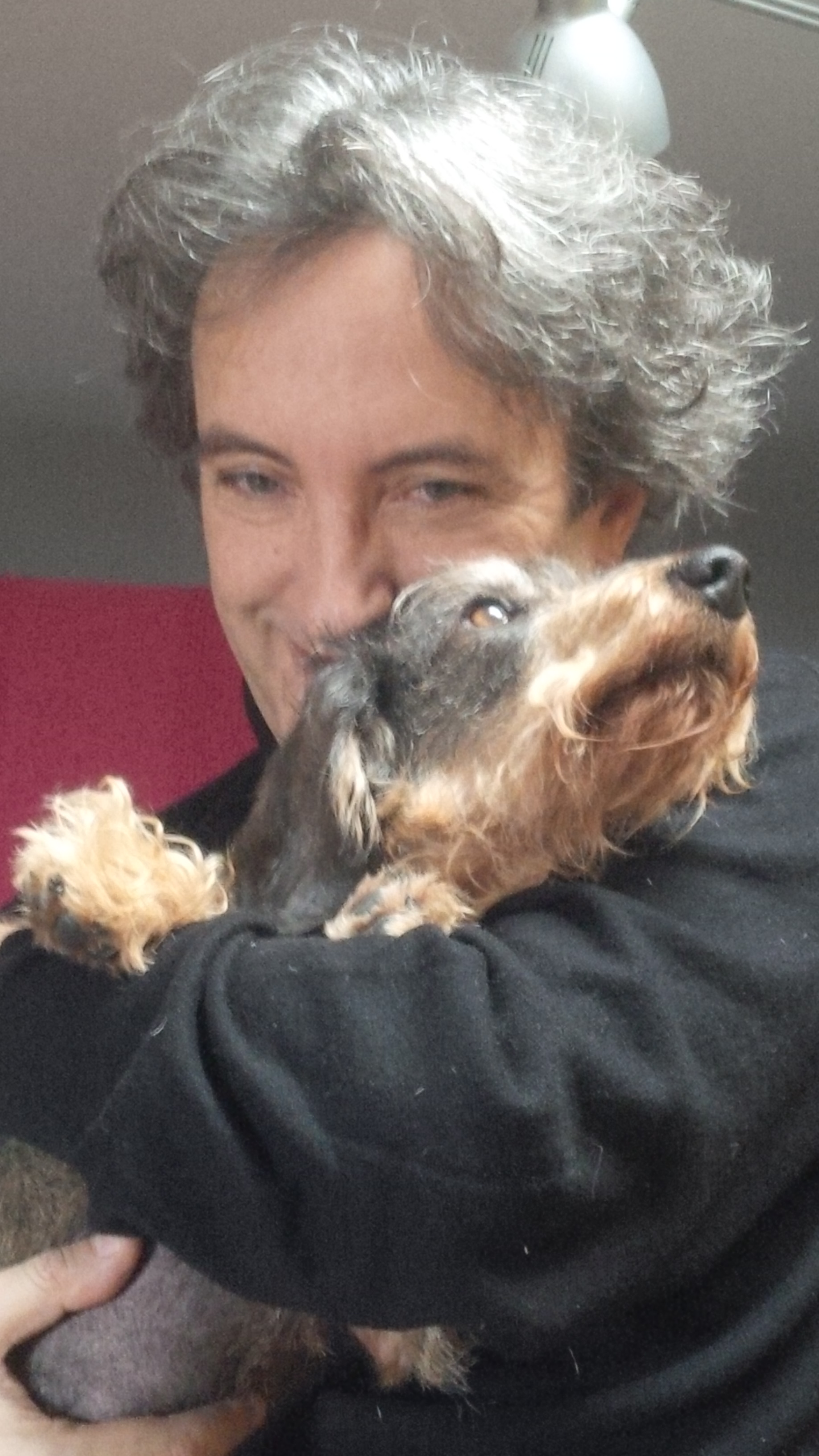
AndreaLiberovici&Spissi

Andrea Liberovici (* 1962 in Turin) ist ein Italienischer Komponist und Theaterregisseur.

## Leben und Werk
Andrea Liberovici wurde 1962 in eine musikalische Familie geboren. Sein Vater Sergio (1930–1991) war Komponist (unter anderem arbeitete er mit Italo Calvino an einem neuen Repertoire von Volksliedern), seine Mutter Margherita Galante Garrone war unter dem Pseudonym Margot Sängerin und Gründerin des „Gran teatrino la fede delle femmine“. Liberovici wuchs mit seiner Mutter und dem Musikwissenschaftler Giovanni Morelli (1942–2011) in Venedig auf. Bereits in seiner frühen Jugend begann er, Komposition, Violine und Viola an den Konservatorien von Venedig und Turin zu studieren; zusätzlich studierte er Gesang bei Cathy Berberian.
Ende der 1970er Jahre, im Alter von 14 beziehungsweise 16 Jahren, nahm er zwei Rock-LPs mit selbst komponierten Stücken auf.
Im Alter von 20 Jahren führte er sein Kompositionsstudium fort, diesmal aus dem Blickwinkel des Theaters. 1996, dank eines Zusammentreffens mit dem Dichter und Dramatiker Edoardo Sanguineti, gründete Liberovici mit diesem gemeinsam den „teatrordelsuono“ („Klang-Theater“). Sein jüngstes Werk, Faust’s Box, ist der Höhepunkt seiner Beschäftigung mit verschiedenen Sprachen und Ausdrucksmitteln, die letztlich ineinander verwoben werden.

## Kompositionen
- 64[5], Oratorio per attori in 64 movimenti, attraverso la memoria acustica del Living Theatre da J.Cage ad oggi [Oratorium für 64 Schauspieler, durch das akustische Gedächtnis des Living Theatre von J. Cage bis heute], mit Judith Malina, Hanon Reznikov, Ottavia Fusco, GRM – INA, Paris, 2000
- Frankenstein Cabaret, Festival Les Musiques, GMEM, Marseille, 2001
- Electronic Lied, GRM – INA, Paris, 2002
- Electronic Frankenstein, Teatro Carlo Felice, Genua, 2002
- Intégral[6], Radio France-France Culture, Paris, 2003
- Children of Uranium[7], Konzept und Libretto: Peter Greenaway, Regie: Saskia Boddeke, Genua, 2005
- Cunegonde's last journey to Irak, Festival Archipel, Genf, 2005
- Poètanz![8], Libretto: Edoardo Sanguineti, Festival Oriente Occidente, Artemis Danza, Rovereto, 2006
- Titania la Rossa, Libretto und Regie: Giorgio Albertazzi, Fondazione A. Toscanini, Piacenza, 2007
- From Ivry[9][10], Ivry Gitlis gewidmet, mit dem Nouvel Ensemble Moderne, Montreal, 2007
- The Transparency of the Word – cantata for Primo Levi[11][12], Libretto: Emilio Jona, Musik und Video: Andrea Liberovici, mit dem Nouvel Ensemble Moderne, International Symposium "New Voices on Primo Levi", Asia Society, New York, 26. Oktober 2010
- Springing from the Heart, Libretto: Daisaku Ikeda, Festival Les Musiques, GMEM, Marseille, 2010
- Non un Silenzio[13], für Viola, Streichorchester und Celesta, in Auftrag gegeben von Yuri Bashmet und den Moscow Soloists, Teatro La Fenice, Venezia, 2014
- MAVRYA, Martha Argerich und Ivry Gitlis gewidmet, für Violine und Klavier, Lugano Festival - Martha Argerich Project, Lugano, 2015
- Resonant Cities. Venezia: madrigale per violoncello e città, Violoncello: Jeffrey Zeigler, Festival Multiphonies, GRM-INA, Paris, 2016

## (Musik-)Theater
- Rap Text von Edoardo Sanguineti, Musik und Regie: Andrea Liberovici, Teatro della Tosse, Genua, 1996[14][15],
- Sonetto Text von Edoardo Sanguineti, Musik und Regie: Andrea Liberovici, Teatro Carlo Felice, Genua, 1997[16],
- Macbeth Remix, nach W. Shakespeare, Text von Edoardo Sanguineti, Musik und Regie: Andrea Liberovici, Spoleto Festival, Spoleto, 1998
- Seipersonaggi.com, nach Luigi Pirandello, Text von Edoardo Sanguineti, Musik und Regie: Andrea Liberovici, Teatro Stabile, Genua, 2001[17]
- Concerto per Roma, mit Giorgio Albertazzi, Uto Ughi, Teatro Argentina, Rom, 2002
- Quaderni di Serafino Gubbio operatore, von Luigi Pirandello, Teatro Stabile, Rom, 2002
- Candido. Soap opera musical, Text von Aldo Nove und Andrea Liberovici, Teatro Stabile, Genua, 2004
- Centurie von Manganelli, Calvino, Trilussa, mit Massimo Popolizio, XXXVIII. Festival di Borgio Verezzi, Borgio Verezzi, 2004
- Urfaust[18] von J. W. Goethe, mit Ugo Pagliai und Paola Gassman, XXXIX. Festival di Borgio Verezzi, Teatro Stabile, Genua, Teatro Stabile del Veneto, Borgio Verezzi, 2005
- Die Glasmenagerie von Tennessee Williams, mit Claudia Cardinale, Fox&Gould, Rom, 2006
- Nel Nome di Gesù von Corrado Augias, mit Paolo Bonacelli, Musik und Regie: A. Liberovici, Teatro Stabile, Genua, 2010
- Operetta in Nero musica, Text, Video und Regie: Andrea Liberovici, mit Helga Davis, Teatro Stabile, Genua, 2011
- L’ultima notte, von Corrado Augias, Teatro Stabile, Genua, 2011
- Fiona von Mauro Covacich, Musik, Video und Regie: Andrea Liberovici, Teatro Stabile, Triest, 2012
- Macbeth Remix (neue Version), nach W. Shakespeare, Text: Edoardo Sanguineti, Teatro Stabile, Genua, 2016
- Faust’s Box[19], Théâtre Auditorium de Poitiers, 2016.

## Filme
- Il teatro immateriale, Rai Sat show, 2003
- 500.000 leoni, 57. Filmfestival Locarno, 2004
- Work in Regress[20], Teatrodelsuono, 2006
- Postcards from Faust, 9 to 6 minutes in illusions, 2008

## Radio
- Un uomo in grigio, Text: Giorgio Manganelli und Massimo Popolizio, Radio Rai Tre, 1998
- Musica in metamorfosi, 12 Episoden, Radio Rai Tre, 2018

## Bücher
- Rap, Edoardo Sanguineti und Andrea Liberovici, FuoriThema, 1996
- Il mio amore è come una febbre e mi rovescio, Andrea Liberovici und Edoardo Sanguineti, Bompiani, 1998, ISBN 8845236005
- Shakespeare e il Rap, I "Sonetti" secondo Liberovici e Sanguineti, De Ferrari, 1999
- Seipersonaggi.com, Edoardo Sanguineti und Andrea Liberovici, Il Nuovo Melangolo, 2001
- Candido. Soap opera musical, Il Melangolo, 2004, ISBN 978-88-7018-530-0 (Theaterstück)
- Officina Liberovici. Il suono diventa teatro, Marsilio, 2006, ISBN 9788831791120 (Katalog)

## Diskographie
- ORO (CGD, LP), 1978
- Liberovici (CGD, 20194, LP, CD), 1980
- Pranzo di famiglia (Carosello, CD), 1992
- Rap (Fonit Cetra, CD), 1996
- Sonetto (Devega Edizioni), 1998
- 64 (GRM-INA, Frankreich), 2001
- Electronic Frankenstein (GMEM, Frankreich), 2003

## Preise
- Le Maschere del Teatro Italiano: Bester Komponist, 2016